# François Félix Monjaret de Kerjégu
Pour les autres membres de la famille, voir Famille Monjaret de Kergégu.
François Félix Monjaret de Kerjégu est un homme politique français né le 22 juillet 1781 à Moncontour (Côtes-du-Nord) et mort le 12 janvier 1863 à Saint-Brieuc (Côtes-du-Nord).

## Biographie
François est le fils de René-Jacques Monjaret de Kerjégu, avocat au parlement, conseiller du roi, maire de Moncontour et député aux États de Bretagne, et de Constance Blain de Saint-Aubin.
Négociant en toiles, banquier, fabricant de papier et armateur à Brest, maire de Moncontour, il est député des Côtes-du-Nord de 1824 à 1830. Il vote avec la majorité royaliste et signe l'adresse des 221. Il se retire après la dissolution décidée par le ministère Polignac en 1830. 
Marié à Marie Louise Rouxel de Villeféron, fille du doyen des négociants armateurs de la baie de Saint-Brieuc, il est le père de François Marie Monjaret de Kerjégu, député et sénateur du Finistère, de l'amiral Jules de Monjaret de Kerjégu, député et sénateur des Côtes-du-Nord, et de Louis Monjaret de Kerjégu, député du Finistère.

## Sources
- « François Félix Monjaret de Kerjégu », dans Adolphe Robert et Gaston Cougny, Dictionnaire des parlementaires français, Edgar Bourloton, 1889-1891 [détail de l’édition]